# 南奧莫地區
南奧莫地區（Debub Omo Zone）是埃塞俄比亞南方各族州的其中一個地區，面積22,360.79平方公里，南面是肯亞，北臨北奧莫地區，東面是奧羅米亞州。根據埃塞俄比亞中央統計局2005年的資料，南奧莫人口約470,751，其中男性237,058人，女性233,693人，8.5%居民住在市區，人口密度為每平方公里21.05人。

## 外部連結
- 南奧莫地區衛星相片地圖 （页面存档备份，存于）
- Research in South Omo (SORC)

5°30′N 36°30′E / 5.5°N 36.5°E